# Ryan Crouser
Ryan Crouser (ur. 18 grudnia 1992 w Portlandzie, w Oregonie) – amerykański lekkoatleta specjalizujący się w rzucie dyskiem oraz pchnięciu kulą, rekordzista świata w pchnięciu kulą.

## Biografia
Sezon 2010 był dla Crousera utrudniony przez kontuzję stopy. Do formy wrócił w 2011 roku, bijąc krajowy szkolny rekord halowy (5,44 kg) – 23,54 m, co umieściło go na drugim miejscu za rekordem Mike’a Cartera na krajowej liście szkół średnich. W tym samym roku pobił krajowy szkolny rekord stadionowy w rzucie dyskiem, rzucając (72,40 m) oraz bijąc rekord Masona Finleya z 2009 roku. Po zakończeniu sezonu 2011 Crouser ukończył Barlow High. Następnie rozpoczął studia na Uniwersytecie w Teksasie rezygnując z tradycyjnego rodzinnego wyboru jakim był Uniwersytet w Oregonie.

## Osiągnięcia
- Trzy złote medale igrzysk olimpijskich (Rio de Janeiro 2016, Tokio 2020 i Paryż 2024)
- dwa złote medale (Eugene 2022 oraz Budapeszt 2023) oraz srebro (Doha 2019) mistrzostw świata
- 6. miejsce podczas mistrzostw świata (Londyn 2017)
- 2 medale mistrzostw świata juniorów młodszych (Bressanone 2009, złoto w pchnięciu kulą oraz srebro w rzucie dyskiem), w finałowym konkursie pchnięcia kulą Crouser ustanowił nieaktualny już rekord tej imprezy (21,56)
- złoty medalista mistrzostw NCAA
- złoto mistrzostw Stanów Zjednoczonych

## Rekordy życiowe
- rzut dyskiem (1,5 kg) – 63,33 (2009)
- rzut dyskiem (1,62 kg) – 72,40 (2011)
- rzut dyskiem (2 kg) – 63,90 (2014)
- pchnięcie kulą (5 kg) – 21,56 (2009)
- pchnięcie kulą (stadion, 7,26 kg) – 23,56 (2023) rekord świata
- pchnięcie kulą (hala, 5,44 kg) – 23,54 (2011)
- pchnięcie kulą (hala, 7,26 kg) – 22,82 (2021) najlepszy wynik w historii światowej lekkoatletyki w hali

W 2022 roku w Nowym Jorku podczas Millrose Games Amerykanin pchnął 23,38, lecz rezultat nie został uznany za rekord świata z powodu wadliwego pomiaru aparatury. Ponadto 18 lutego 2023 podczas zawodów w Pocatello Crouser uzyskując 23,38 pchnął dalej od absolutnego rekordu świata, jednakże wynik ten nie został ratyfikowany przez World Athletics (obiekt nie spełniał wymogów światowej federacji).